# Santiago Challenger 1998
Il Santiago Challenger 1998 è stato un torneo di tennis facente parte della categoria ATP Challenger Series nell'ambito dell'ATP Challenger Series 1998. Il torneo si è giocato a Santiago in Cile dal 5 all'11 ottobre 1998 su campi in terra rossa.

## Vincitori

### Singolare
Sebastián Prieto ha battuto in finale  Peter Wessels con il punteggio di 7–5, 6–4

### Doppio
Ota Fukárek /  Attila Sávolt hanno battuto in finale  Edwin Kempes /  Peter Wessels con il punteggio di 7–6, 6–4